# West Haverstraw
West Haverstraw – wieś w Stanach Zjednoczonych, w stanie Nowy Jork, w hrabstwie Rockland.